# Henry Fiol
Henry Fiol (né le 16 janvier 1947 à Manhattan, New York), est un chanteur, compositeur, percussionniste américain. La presse considère qu'il a une « riche palette musicale », bien qu'il soit principalement connu pour être un représentant du Son et de la Salsa brava.

## Biographie

### Jeunesse
Né de père portoricain, natif de Ponce, et de mère italo-américaine, fille d'italiens de Calabre, Fiol a trois enfants dont le premier, Orlando, est également artiste. Il existe de nombreuses collaborations entre eux, notamment l'album Renacimiento (1988).
Il peut être considéré comme un artiste jouissant d'une renommée internationale, comme le montre ses nombreux voyages à l'occasion de tournées, sur le continent américain, mais également en Europe.

### Formation et ambition picturale
Enfant, Fiol ambitionne de devenir peintre. C'est dans cette optique qu'il entreprend des études d'art au Hunter College de New York. Après obtention de son diplôme, il se dirige vers l'enseignement et travaille comme professeur d'art dans des écoles confessionnelles catholiques de la ville. Deux éléments vont le porter à changer de voie, et s'engager dans une carrière musicale : le rejet du milieu artistique, et la naissance de son fils, aveugle.
Comme il le déclare lui-même, « […] la déception m'a frappé après avoir obtenu mon diplôme [d'art]. J'avais étudié les arts plastiques, mon ambition étant d'être un grand peintre. Mais en me rapprochant du « business » (les galeries, les expositions, les cocktails, les riches qui achètent les tableaux) je me suis senti comme un poisson hors de l'eau. Je me voyais comme un gars du quartier et je n'ai pas réussi à m'identifier à l'aristocratie. Je me suis dit : « Tu vas passer le restant de tes jours à faire le lèche-bottes aux riches pour qu'ils achètent tes œuvres ? ». C'est aussi la naissance de mon fils qui m'a affecté, Orlando. Il est né aveugle, et me dédier à l'art et à la peinture, quelque chose qu'il ne pourrait jamais connaître ni comprendre, ça n'avait pas de sens pour moi alors. »
Néanmoins, il a longtemps participé à l'illustration des couvertures des LP de ses premières chansons. En 1978, il gagne le prix de « Meilleure pochette d'album de l'année » de la revue Latin New York, pour l'illustration de son premier LP avec le groupe Conjunto Saoco, Siempre Seré Guajiro. Lors du passage des LP aux disques compacts, il délaisse la peinture, lui préférant la photographie pour les couvertures.

### Débuts (1969–1974)
La carrière musicale d'Henry Fiol commence en 1969. Fiol est alors musicien de congas et chante dans les chœurs avec plusieurs groupes, notamment Orquestra Capri. C'est avec eux qu'il perfectionne son apprentissage musical et s'oriente vers le son cubain, La Orquestra Broadway et la Orquestra Tipica de New York. C'est avec ce dernier groupe qu'il fait son premier enregistrement studio de sa composition, Cundy Macundy, qui fait partie de l'album Mike Perez y su Orquestra. Tipica New York (1974). Le groupe se compose de Mike Perez, du flûtiste cubain Don Gonzalo Fernandez, du percussionniste Oswaldo Martinez (dit « Chi hua hua »), et du pianiste Mike Martinez,.

### Conjunto Saoco (1974–1979)
En 1974, il fonde avec le joueur de basse et de tres cubain William Millan, l'ensemble Conjunto Saoco. En 1975 sort l'album Tierra va a Temblar (« Terre va trembler »), puis Siempre seré Guajiro en 1976. Henry Fiol se sépare du Conjunto Saoco à la fin des années 1970.

### SAR et Corazon Records (1979–1988)
En 1979, Fiol commence une carrière solo avec l'album Fe Esperanza y Caridad. Le disque est produit par la toute jeune maison de disque SAR Records (ci-après SAR) et connaît un grand succès. Il s'entoure pour cet album et pour le suivant, El Secreto (1981), du trompettiste Alfred Armenteros (dit « Chocolate »), du pianiste Alfredo Valdés Jr., du percussionniste Johnny Rodriguez (dit « le dandy »), du joueur de tres Charlie Rodriguez et du joueur de timbales Mario Muñoz Salazar, entre autres. Tous font partie des artistes produits par la SAR. En 1983, Fiol enregistre La Ley de la jungla, qui sera son dernier enregistrement avec la SAR.
Quittant la SAR, Henry Fiol fonde son propre label discographique, Corazón Records. Il forme également un nouveau groupe, le Conjunto Corazón. Entre 1983 et 1986, il sort trois albums avec la CR : Corazón, Colorado y Negro et Juega Billar qui porte encore la marque d'un son typiquement cubain. À la fin des années 1980, Fiol voit un certain déclin de la période salsa à New York, notamment à cause de l'émergence d'autres genres comme le merengue. C'est alors une période difficile pour sa maison de disque. C'est aussi la fin de l'expérience avec l'ensemble Conjunto Corazón.

### Depuis 1989
Dans la fin des années 1980 et surtout dans les années 1990, il retourne au travail de soliste. En 1988, il signe avec le label discographique Abuelo Records. L'année d'après, il enregistre un LP avec son fils Orlando, nommé Renacimiento.
En 1990, il met sur pieds un nouveau groupe. C'est en 1991 qu'il est repéré par le label discographique Earthworks/Virgin qui lance sur le marché une compilation de titres, enregistrés avec Corazón Records dans les années 1980, et lui donne une distribution à niveau mondial. Il enregistre deux albums pendant cette période, l'un à New York et l'autre en Colombie, et sort une compilation des succès : Lo Maximo.
En 2002, il sort un nouvel album intitulé Guaperia avec sa maison de disque Corazón Records. Ce nouvel album est composé de sept compositions originales d'Henry Fiol, ainsi que de trois adaptations de thèmes cubains. Pour le suivant album, il faut attendre l'année 2008 avec De cachete, qu'il enregistre à Cali (Colombie), avec la collaboration de musiciens locaux. C'est encore un album produit avec sa maison de disque, Corazón Records ; il contient neuf compositions inédites de l'artiste.
Avec la participation de l'ensemble Conjunto New York, il enregistre en 2011 Salsa subterránea, et en 2012 Ciudadano del mundo.

## Téléchargement gratuit
Certains albums de Fiol, notamment De cachete, Salsa subterránea et Ciudadano del mundo, sont en téléchargement libre et gratuit sur son site officiel.
En 2012, dans une interview à SalsaConEstiloTV, une chaîne YouTube spécialisée dans les différents courants de la salsa, l'artiste raconte cette expérience de mettre des albums entiers disponibles au téléchargement. Questionné sur les raisons de ce choix, il déclare : « [...] J'aime beaucoup l'idée que ma musique soit du peuple et pour le peuple, entièrement. »

## Discographie
- 1976 : Siempre Seré Guajiro (Mericana Records)
- 1976 : Macho Mumba (Salsoul Records)
- 1979 : Fe, esperanza y caridad (SAR Records / Guajiro)
- 1981 : El Secreto (SAR Record / Guajiro SAR)
- 1983 : La Ley de la jungla (SAR Records / Guajiro)
- 1983 : Corazón (Corazón Records)
- 198? : Colorao y negro (Corazón Records)
- 1986 : Juega Billar (Corazón Records)
- 1989 : Renacimiento (El Abuelo Records, Fe, Esperanza, y Caridad)
- 1990 : Sonero (Earthworks)
- 1991 : Creativo (MVM)
- 1994 : El Don del son (Codiscos, Colombia)
- 1995 : Lo Máximo (Exclusivo)
- 2001 : Retrato musical (SAR Records / Guajiro)
- 2002 : Guapería (FCD)
- 2006 : La Juma de Hoy (Discos Fuentes)
- 2008 : De Cachete (Corazón Records) (téléchargement gratuit)
- 2011 : Salsa Subterránea (Corazón Records) (téléchargement gratuit)
- 2012 : Ciudadano del Mundo, (Corazón Records) (téléchargement gratuit)
- 2014 : La Gente Va a Hablar (Corazón Records) (single)

## Distinctions
- 1978 : prix de « Meilleure pochette d'album de l'année » de la revue Latin New York pour sa peinture illustrant son premier LP avec le groupe Saoco, Siempre Seré Guajiro ;
- 2011 : prix Sebastian de Belalcazar de « Meilleur interprète international de salsa ».